# يساري زاده مصطفى عزت

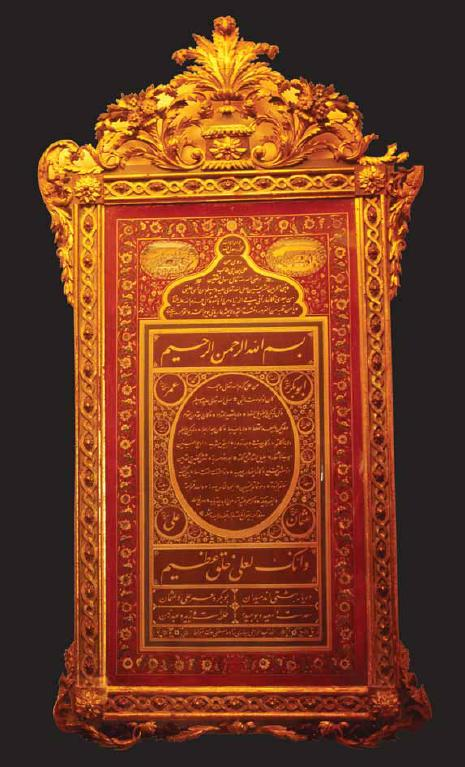
حلية، في متحف مولانا.

يساري زاده مصطفى عزت (ت 1265 هـ / 1849 م) هو خطاط تركي.
ابن الخطاط يساري، اشتهر بخط التعليق الجَليّ وقد درسه على والده. نرى توقيعه على أكثر كتابات العمائر في إستامبول.